# Cruz del Eje megye
Cruz del Eje egy megye Argentína Córdoba tartományában. A megye székhelye Cruz del Eje.

## Települések
A megye a következő nagyobb településekből (Localidades) áll:
- Cruz del Eje
- San Marcos Sierras
- Serrezuela
- Villa de Soto

Kisebb települései (Parajes):